# 1519 en philosophie
Chronologie de la philosophie
- 1515
- 1516
- 1517
- 1518
- 1519
- 1520
- 1521
- 1522
- 1523

L’année 1519 a été marquée, en philosophie, par les événements suivants :

## Publications
- Jean Louis Vivès : In pseudo dialecticos, pamphlet contre le verbiage des écolâtres parisiens, dont Vivès gardait un vif souvenir.

## Naissances
- 6 juin à Arezzo : Andrea Cesalpino (Andreas Caesalpinus en latin et André Césalpin en français), mort le 23 février 1603 à Rome, est un philosophe, médecin, naturaliste et botaniste italien.